# Paralimna adversa
Paralimna adversa är en tvåvingeart som beskrevs av Cresson 1933. Paralimna adversa ingår i släktet Paralimna och familjen vattenflugor.
Artens utbredningsområde är Sierra Leone. Inga underarter finns listade i Catalogue of Life.